# Macromia mnemosyne
Macromia mnemosyne är en trollsländeart som beskrevs av Maurits Anne Lieftinck 1935. Macromia mnemosyne ingår i släktet Macromia och familjen skimmertrollsländor. Inga underarter finns listade i Catalogue of Life.